# Japanagromyza aequalis
Japanagromyza aequalis är en tvåvingeart som beskrevs av Spencer 1966. Japanagromyza aequalis ingår i släktet Japanagromyza och familjen minerarflugor. Inga underarter finns listade i Catalogue of Life.